# 梅鶴山莊
梅鶴山莊，是位於臺灣桃園市大溪區福安里頭寮一號的宅第，佔地一甲，為林本源家族（板橋林家）大嵙崁租館管事林登雲所創的山莊，以古人林和靖「梅妻鶴子」為典故。現為桃園市歷史建築。

## 沿革
林登雲祖籍福建省漳州府，與林本源家族是同鄉。原居臺北新莊，擔任林本源家族大嵙崁租館管事，隨著林家遷移到桃園大溪。而後林本源家族族人遷居板橋落地生根。林登雲並未遷居，卻選擇在大溪定居，以薪資投資當地房地產，並以「林本源商號總執事」為名號做生意，最後家業如雲，擁有自己的礦場、米廠、磚廠、茶園、商號，從此成為大溪望族。
林登雲於一百卅多年前因熱心捐輸，獲封清朝五品大夫，以彰顯功績。其格局是傳統的閩南三合院建築，走近山莊首先看到院門對聯：「利居長安保我金玉；履福綏厚富如廒倉」，再往前走，可見廣大前庭，為昔日農作曬榖場地，今為孩童休憩玩耍之處（或作停車用），跨入門檻，步入主廳，廳門上高掛「榮封地」匾額，象徵功成名就，再踏進內廳，懸掛林家堂號「吉慶堂」匾，為桃園大溪鎮最負盛名的建築之一。
2004年，梅鶴山莊登錄為歷史建築。桃園升格院轄市後，2016年文化部與鄭文燦市府推動梅鶴山莊重修工程，預計2021年8月完工，完整保存清代風貌。梅鶴山莊族親會理事長林本堅表示，這是先祖在1869年蓋的房子，建築已經有150年的歷史，很感謝政府在推廣歷史建築的保護不遺餘力。在此次工程則拆除破舊瓦片及金屬屋面，改以傳統工法復原為板瓦屋面，並重新粉刷白灰，抽換蟲蛀構件等。
2021年，第2、3期修復工程於今修復完工，並由時任市長鄭文燦主持竣工典禮。

## 建築設計
梅鶴山莊門樓具有燕尾脊設計，並以石砌圍牆形成四合院構造，其門額設有「梅鶴山莊」門面，門旁對聯則是由日治時期書法家鄭永南於1933年（昭和八年）所留下的文字。其內院則由白色牆面的正身與左右護龍包圍，其建築體正面寬達七開間，屋內設有廳七座、堂四座，當前建築物仍留存精緻的建築工法和設計細節，以及保存精緻畫作、書卷、剪黏及神龕上的木雕板等文物。
國立臺北藝術大學建築文資所所長黃士娟表示，本建築內斂、簡樸，特色是開窗較小，幾乎是一個封閉性的內院，房子的正面比較像是門樓，進入後有一個中庭，與傳統的三合院不太一樣，是一個防禦性比較高的三合院再加上四合院的組合，建築物的房間較多，內外各有兩條護龍，是別人的雙倍，在現代相當罕見。

## 資料來源
1. 1 2 3  .   [2019-06-22]. （原始内容存档于2019-08-04）.
2. ↑  中華民國文化部. . memory.culture.tw.   [2022-11-29] （中文（臺灣））.
3. ↑  中華民國文化部. . memory.culture.tw.   [2022-11-29]. （原始内容存档于2022-11-29） （中文（臺灣））.
4. 1 2  .   [2019-06-22]. （原始内容存档于2019-08-01）.
5. ↑  許倬勛. . 自由時報電子報. 2021-09-18  [2022-11-29]. （原始内容存档于2022-11-29） （中文（臺灣））.
6. ↑  楊淑媛. . www.ettoday.net.   [2022-11-29]. （原始内容存档于2023-01-17） （中文（繁體））.
7. ↑  中華民國文化部. . memory.culture.tw.   [2022-11-29] （中文（臺灣））.

## 外部連結
- 梅鶴山莊- 桃園市立大溪木藝生態博物館 （页面存档备份，存于）